# Black Cobra
Black Cobra (en italiano: Cobra nero) es una película de acción y blaxploitation estadounidense-italiana de 1987 dirigida por Stelvio Massi y protagonizada por Fred Williamson.
Es la primera de una serie de cuatro películas protagonizadas por Williamson como el detective Robert Malone.

## Argumento
En Chicago, la bella fotógrafa Elys Trumbo es testigo de un asesinato cometido por Black Cobra, el líder de una banda de motociclistas. Es el detective Malone quien se encarga de proteger a la testigo. Mientras la pandilla utiliza todos los medios posibles para silenciar a Trumbo, el duro Malone se mantiene firme.

## Reparto
- Fred Williamson: Detective Robert Malone.
- Eva Grimaldi: Elys Trumbo.
- Bruno Bilotta (bajo el nombre «Karl Landgren»): Black Cobra.
- Maurice Poli: Max Walker.
- Sabrina Siani: la hija de Walker.
- Vassili Karis: Kazinski, colega de Malone.
- Aldo Mengolini: Político.
- Sabina Gaddi: Enfermera.
- Laura Lancia: Novia de Kazinski.
- Gaetano Russo (bajo el nombre «Ronald Ruso»): Alan.